# Cmentarz Komunalny przy ul. Panewnickiej w Katowicach
Cmentarz Komunalny przy ul. Panewnickiej w Katowicach − jedna z nekropolii Katowic przy ul. Panewnickiej 45 w dzielnicy Ligota-Panewniki.

## Lokalizacja i historia
Cmentarz znajduje się naprzeciwko Bazyliki św. Ludwika Króla i Wniebowzięcia Najświętszej Maryi Panny. W centralnej jego części znajdują się kwatery franciszkańskie oraz sióstr służebniczek śląskich. Pierwsi bracia chowani byli na nowym cmentarzu w 1911. Poświęcenie cmentarza miało miejsce 23 stycznia 1914; dokonał go ksiądz kanonik Jan Kapica z Tychów. Fundatorem i założycielem cmentarza był Nepomucen Wielebski, naczelnik gminy i urzędu okręgowego w Ligocie Pszczyńskiej oraz syndyk apostolski pobliskiego klasztoru braci mniejszych. Pochowany na założonym przez siebie cmentarzu w pobliżu kostnicy.
Na cmentarzu znajduje się również zbiorowy grób i pomnik Obrońców Katowic – powstańców, harcerzy i harcerek zamordowanych przez Niemców we wrześniu 1939 w więzieniach, w lasach oraz na ulicach miasta. W kwaterze 20. stoi Pomnik – symboliczna mogiła żołnierzy i członków wojskowych organizacji niepodległościowych poległych w latach 1945–1956. Na cmentarzu wzniesiony został dom pogrzebowy. Nekropolia otwarta jest od świtu do zmierzchu, biuro obsługi i zaplecza technicznego czynne jest w godz. 800−1400.

## Pochowani
Na cmentarzu spoczywają m.in.:
- Zygmunt Brachmański – rzeźbiarz, honorowy obywatel miasta
- o. dr Hieronim Dłubis OFM − filolog
- o. Antoni Galikowski OFM − prowincjał
- o. Bernardyn Grzyśka OFM − prowincjał
- o. Ludwik Kasperczyk OFM − prowincjał
- Adela Korczyńska – nauczycielka, harcmistrzyni, działaczka społeczna
- Bernard Krawczyk – aktor teatralny, filmowy i telewizyjny
- o. Bazyli Machalica OFM (zm. 1994) − filozof
- o. Ansgary Malina OFM − kompozytor
- o. prof. Jozafat Nowak OFM − antropolog, psycholog
- o. Tytus Semkło OFM − prowincjał
- o. Alfons Rogosz OFM − misjonarz
- o. Wilhelm Rogosz OFM − prowincjał
- o. Kolumban Sobota OFM − komisarz prowincjalny
- Bolesław Szabelski − kompozytor i pedagog
- Antoni Szafranek – skrzypek i pedagog
- o. dr Damian Szojda OFM − biblista
- o. dr Nazariusz Szojda OFM − filozof
- Stanisław Strzyżewski – specjalista w zakresie teorii i metodyki wychowania fizycznego, prof. zw. dr hab.
- Nepomucen Wielebski[8] − naczelnik gminy Ligota, fundator cmentarza
- o. Wenanty Zubert OFM − kanonista, profesor Katolickiego Uniwersytetu Lubelskiego Jana Pawła II